# Reattore nucleare ibrido a fissione-fusione
Il reattore nucleare ibrido a fissione-fusione è un reattore nucleare progettato per produrre in modo controllato reazioni di fissione nucleare sostenute dai neutroni veloci generati dalla fusione nucleare. Un  reattore ibrido è quindi un rettore subcritico costituito da un nucleo per la fusione (fusion core) intorno al quale si sviluppa un mantello (blanket) di materiale fertile destinato alla fissione e alla fusione.

## Elementi a favore
Il nucleo per la fusione, analogamente a un acceleratore di particelle, costituisce la sorgente indipendente di neutroni veloci del rettore, consentendo così agli atomi del mantello di fissionare pur non avendo raggiunto la massa critica di materiale fissile. Un reattore ibrido, così come una reattore a neutroni veloci, può quindi impiegare come combustibile nucleare i rifiuti radioattivi ad alta attività, le cosiddette scorie nucleari, l'uranio naturale o sviluppare il ciclo del torio-232. Ogni neutrone può poi innescare diversi eventi di fissione, moltiplicando per centinaia di volte l'energia rilasciata da ogni reazione di fusione.

## Elementi di sfavore
Nel processo non si sviluppa una reazione a catena autosostenuta dalla fissione, rendendo i progetti di fusione più economici in termini di potenza